# STS-104
STS-104 – dwunastodniowa misja amerykańskiego wahadłowca Atlantis do Międzynarodowej Stacji Kosmicznej. Był to dwudziesty czwarty lot promu kosmicznego Atlantis i sto piąty programu lotów wahadłowców.

## Załoga
źródło
- Steven W. Lindsey (3)*, dowódca misji (CDR)
- Charles O. Hobaugh (1), pilot (PLT)
- Michael L. Gernhardt (4), specjalista misji (MS1)
- James F. Reilly (2), specjalista misji (MS3)
- Janet L. Kavandi (3), specjalista misji (MS2)

*(w nawiasie podano liczbę lotów odbytych przez każdego z astronautów)

## Parametry misji
- Masa:
  - startowa orbitera: 117 129 kg
  - lądującego orbitera: 94 009 kg
- Perygeum: 372 km[6]
- Apogeum: 390 km[6]
- Inklinacja: 51,6°[6]
- Okres orbitalny: 92,2 min[6]

## Cel misji
Dziesiąty lot wahadłowca na stację kosmiczną ISS – dostarczenie amerykańskiej śluzy powietrznej Quest, umożliwiającej wychodzenie z pokładu stacji w otwartą przestrzeń kosmiczną.

## Dokowanie do ISS
- Połączenie z ISS: 14 lipca 2001, 03:08:00 UTC
- Odłączenie od ISS: 22 lipca 2001, 04:54:00 UTC
- Łączny czas dokowania: 8 dni, 1 godzina, 46 minut

## Spacer kosmiczny
- EVA-1 (15 lipca 2001, 5 godz. 59 min): M. Gernhardt, J. Reilly.
- EVA-2 (18 lipca 2001, 6 godz. 29 min): M. Gernhardt, J. Reilly.